# Alocerus bicolor
Alocerus bicolor là một loài bọ cánh cứng trong họ Cerambycidae.